# Marc Bircham
Marc Stephen John Bircham (Wembley, 11 de maio de 1978) é um ex-futebolista profissional canadense que atuava como meia.

## Carreira
Marc Bircham se profissionalizou no Millwall, em 1996.

## Seleção
Marc Bircham integrou a Seleção Canadense de Futebol na Copa das Confederações de 2001.